# Elizabetha paraensis
Elizabetha paraensis är en ärtväxtart som beskrevs av Adolpho Ducke. Elizabetha paraensis ingår i släktet Elizabetha och familjen ärtväxter. Inga underarter finns listade i Catalogue of Life.